# Мангеттенський ковбой
Мангеттенський ковбой (англ. Manhattan Cowboy) — американський німий чорно-білий вестерн 1928 року режисера Дж. П. Макґовена, з Бобом Кастером, Лейфом МакКі та Мері Мейберрі у головних ролях. Прем'єра стрічки відбулась у США 1 листопада 1928 року.

## Синопсис
Нью-йоркського ловеласа Джека Стіла (Боб Кастер) затримують поліціянти, коли він краде пальто у таксиста. Джон Стіл (Лейф Маккі), батько Джека Стіла, втомився від витівок сина і вирішує покарати його, відправивши на Захід США, на ранчо до свого друга Бада Дункана, щоб він там виправися та став справжнім чоловіком. 
З часом Джек Стіл пристосовується до великих просторів Заходу США, ніби він там народився. Після того як Джек Стіл рятує Еліс Дункан (Мері Мейберрі), дочку власника ранчо, від викрадачів, він розуміє, що став иншою людиною...

## У ролях
| Актор          | Роль          |
| -------------- | ------------- |
| Боб Кастер     | Джек Стіл     |
| Лейф МакКі     | Джон Стіл     |
| Мері Мейберрі  | Еліс Дункан   |
| Слім Вайтакер  | сержант       |
| Джон Ловелл    | Бад Дункан    |
| Лінн Сандерсон | Берт Дункан   |
| Мак В. Райт    | Мак Мердок    |
| Кліфф Лайонс   | Текс Сполдінґ |
| Дороті Вернон  | Меґґі         |